# Сумська обласна рада восьмого скликання
До складу Сумської обласної ради 8-го скликання увійшли шість партій, які подолали 5% бар'єр. Усього - 64 депутати. Від політсили «Слуга народу» – 16 мандатів, «Опозиційна платформа – За життя» – 14, ВО «Батьківщина» – 10, «Європейська солідарність» – 9, «Наш край» – 8 та «За майбутнє» – 7.
     Слуга народу (16)
     Батьківщина (10)
     Європейська солідарність (9)
Опозиція (29):
     Позафракційні (14)
     Наш край (8)
     За майбутнє (7)
Із загального кількості народних обранців майже третина – депутати попереднього скликання. 
Засідання першої сесії відбулось 3.12.2020 року. Внаслідок таємного голосування головою Сумської облради обрано Віктора Федорченко. Також обрано першого заступника голови Сумської облради ним став Олександр Стрєльченко.  Друга сесія відбулась 11.12.2020 року на ній було утворено та обрано постійні комісії, а саме:
Постійна комісія з питань бюджету, соціально-економічного розвитку, інвестиційної політики, міжнародного та міжрегіонального співробітництва
Голова комісії:
| Южаков Євген Іванович | депутат, обраний від Сумської обласної організації політичної партії «Наш Край» |

Члени комісії:
| Баня Микита Віталійович         | депутат, обраний від Сумської обласної організації політичної партії «Слуга народу»                    |
| Войтенко Микола Григорович      | депутат, обраний від Сумської обласної організації політичної партії «Опозиційна платформа — За життя» |
| Волков Валерій Валентинович     | депутат, обраний від Сумської обласної організації політичної партії «Наш Край»                        |
| Єфіменко Дмитро Костянтинович   | депутат, обраний від Сумської обласної організації політичної партії «Опозиційна платформа — За життя» |
| Іщенко Сергій Олексійович       | депутат, обраний від Сумської обласної організації політичної партії «Слуга народу»                    |
| Калініченко Віталій Миколайович | депутат, обраний від Сумської обласної організації політичної партії «Слуга народу»                    |
| Кашук Ігор Володимирович        | депутат, обраний від Сумської обласної організації політичної партії «За майбутнє»                     |
| Лисий Вадим Вікторович          | депутат, обраний від Сумської обласної партійної організації Всеукраїнського об’єднання «Батьківщина»  |
| Медуниця Олег Вячеславович      | депутат, обраний від Сумської територіальної організації політичної партії «Європейська солідарність»  |
| Нагорний Дмитро Володимирович   | депутат, обраний від Сумської територіальної організації політичної партії «Європейська солідарність»  |
| Пересадько Борис Васильович     | депутат, обраний від Сумської обласної організації політичної партії «Опозиційна платформа — За життя» |
| Поцелуев Володимир Іванович     | депутат, обраний від Сумської обласної партійної організації Всеукраїнського об’єднання «Батьківщина»  |
| Сизон Тетяна Анатоліївна        | депутат, обраний від Сумської обласної організації політичної партії «За майбутнє»                     |

Постійна комісія з питань земельних та водних ресурсів, використання надр, екології, довкілля та лісового господарства у складі:
Голова комісії:
| Токар Володимира Миколайовича | депутат, обраний від Сумської територіальної організації політичної партії «Європейська солідарність» |

Члени комісії:
| Добров Валентин Анатолійович | депутат, обраний від Сумської обласної організації політичної партії «Наш Край»                        |
| Зубко Володимир Іванович     | депутат, обраний від Сумської обласної організації політичної партії «Слуга народу»                    |
| Іванов Ілля Вікторович       | депутат, обраний від Сумської обласної партійної організації Всеукраїнського об’єднання «Батьківщина»  |
| Кірюхін Дмитро Євгенійович   | депутат, обраний від Сумської обласної партійної організації Всеукраїнського об’єднання «Батьківщина»  |
| Кудін Олександр Анатолійович | депутат, обраний від Сумської обласної організації політичної партії «За майбутнє»                     |
| Науменко Сергій Іванович     | депутат, обраний від Сумської обласної організації політичної партії «Опозиційна платформа — За життя» |
| Пилипейко Володимир Юрійович | депутат, обраний від Сумської обласної організації політичної партії «Опозиційна платформа — За життя» |
| Чигринець Віктор Петрович    | депутат, обраний від Сумської обласної організації політичної партії «Слуга народу»                    |

Постійна комісія з питань промисловості, енергетики, транспорту, зв'язку, розвитку підприємництва, паливно-енергетичного комплексу, житлово-комунального та дорожнього господарства, будівництва, архітектури, надзвичайних ситуацій та розвитку АПК у складі:
Голова комісії:
| Ващенко Вадим Олександрович | депутат, обраний від Сумської обласної організації політичної партії «За майбутнє» |

Члени комісії:
| Гордієнко Геннадій Іванович      | депутат, обраний від Сумської обласної партійної організації Всеукраїнського об’єднання «Батьківщина»  |
| Єпіфанов Анатолій Олександрович  | депутат, обраний від Сумської обласної організації політичної партії «Наш Край»                        |
| Зеленський Віталій Миколайович   | депутат, обраний від Сумської обласної організації політичної партії «Слуга народу»                    |
| Постіл Петро Іванович            | депутат, обраний від Сумської територіальної організації політичної партії «Європейська солідарність»  |
| Федина Сергій Іванович           | депутат, обраний від Сумської обласної організації політичної партії «Слуга народу»                    |
| Харченко Владислав Володимирович | депутат, обраний від Сумської обласної організації політичної партії «Опозиційна платформа — За життя» |
| Чмирь Юрій Павлович              | депутат, обраний від Сумської обласної організації політичної партії «Опозиційна платформа — За життя» |

Постійна комісія з питань охорони здоров'я, освіти, науки, культури, туризму, спорту, молодіжної політики, соціального захисту населення, переміщених осіб, учасників АТО (ООС) та членів їх сімей, материнства та дитинства у складі:
Голова комісії:
| Галаєв Магомед-Шаріп Джамалович | депутат, обраний від Сумської обласної партійної організації Всеукраїнського об’єднання «Батьківщина» |

Члени комісії:
| Гончаренко Тетяна Петрівна      | депутат, обраний від Сумської обласної організації політичної партії «Наш Край»                        |
| Горох Володимир Васильович      | депутат, обраний від Сумської обласної партійної організації Всеукраїнського об’єднання «Батьківщина»  |
| Тулієв Араз Іман огли           | депутат, обраний від Сумської територіальної організації політичної партії «Європейська солідарність»  |
| Д'яконова Ірина Іванівна        | депутат, обраний від Сумської обласної організації політичної партії «За майбутнє»                     |
| Євдокимова Тетяна Олександрівна | депутат, обраний від Сумської обласної організації політичної партії «Слуга народу»                    |
| Кирій Олександр Вікторович      | депутат, обраний від Сумської обласної організації політичної партії «Опозиційна платформа — За життя» |
| Меерович Юрій Михайлович        | депутат, обраний від Сумської обласної організації політичної партії «Опозиційна платформа — За життя» |
| Роженко Павло Петрович          | депутат, обраний від Сумської обласної організації політичної партії «Слуга народу»                    |
| Савенко Тетяна Іванівна         | депутат, обраний від Сумської обласної організації політичної партії «Наш Край»                        |

Постійна комісія з питань спільної власності територіальний громад та приватизації у складі:
Голова комісії:
| Лаврик Віра Іванівна | депутат, обраний від Сумської обласної організації політичної партії «Слуга народу» |

Члени комісії:
| Будник Олександр Анатолійович    | депутат, обраний від Сумської обласної організації політичної партії «Опозиційна платформа — За життя» |
| Войтенко Володимир Володимирович | депутат, обраний від Сумської обласної партійної організації Всеукраїнського об’єднання «Батьківщина»  |
| Жиленко Ірина Анатоліївна        | депутат, обраний від Сумської обласної організації політичної партії «Опозиційна платформа — За життя» |
| Збукарєв Ігор Всеволодович       | депутат, обраний від Сумської територіальної організації політичної партії «Європейська солідарність»  |
| Ісмаілов Валерій Шапазович       | депутат, обраний від Сумської територіальної організації політичної партії «Європейська солідарність»  |
| Кириченко Андрій Киріянович      | депутат, обраний від Сумської обласної організації політичної партії «Слуга народу»                    |
| Котляров Олексій Федорович       | депутат, обраний від Сумської обласної організації політичної партії «Наш Край»                        |
| Мотречко Віра Володимирівна      | депутат, обраний від Сумської обласної партійної організації Всеукраїнського об’єднання «Батьківщина»  |
| Романько Олексій Вікторович      | депутат, обраний від Сумської обласної організації політичної партії «Слуга народу»                    |
| Слюсар Олександр Михайлович      | депутат, обраний від Сумської обласної організації політичної партії «Слуга народу»                    |
| Товстуха Костянтин Олександрович | депутат, обраний від Сумської обласної організації політичної партії «За майбутнє»                     |

Постійна комісія з питань розвитку місцевого самоврядування, адміністративно-територіального устрою, депутатської діяльності, регламенту, законності та правопорядку, зв’язків із громадськістю, інформаційної та регуляторної політики у складі:
Голова комісії:
| Ільченко Микола Степанович | депутат, обраний від Сумської обласної організації політичної партії «Опозиційна платформа — За життя» |

Члени комісії:
| Беркут Олена Олексіївна        | депутат, обраний від Сумської територіальної організації політичної партії «Європейська солідарність»  |
| Козачок Інна Владиславівна     | депутат, обраний від Сумської територіальної організації політичної партії «Європейська солідарність»  |
| Кужель Оксана Василівна        | депутат, обраний від Сумської обласної організації політичної партії «Слуга народу»                    |
| Подрєз Юлія Вікторівна         | депутат, обраний від Сумської обласної організації політичної партії «За майбутнє»                     |
| Приходько Катерина Степанівна  | депутат, обраний від Сумської обласної партійної організації Всеукраїнського об’єднання «Батьківщина»  |
| Ткаченко Олексій Олександрович | депутат, обраний від Сумської обласної організації політичної партії «Наш Край»                        |
| Ткачова Анастасія Ігорівна     | депутат, обраний від Сумської обласної організації політичної партії «Опозиційна платформа — За життя» |
| Чегринець Людмила Вікторівна   | депутат, обраний від Сумської обласної організації політичної партії «Слуга народу»                    |

На 21 сесії VІІІ скликання 02.10.2024 у зв'язку із достроковим припиненням виконання повноважень голови Сумської обласної ради Федорченком Віктором Михайловичем новим головою обрано Романька Олексія Вікторовича депутата, обраного від  Сумської обласної організації політичної партії «Слуга народу».